# مقاطعة براكين (كنتاكي)
مقاطعة براكين (بالإنجليزية: Bracken County)‏ هي إحدى المقاطعات في ولاية كنتاكي في الولايات المتحدة الأمريكية.

## أعلام
- توماس رينولدز
- جيفرسون هنت
- جون جريج في